# Albert Cuny
Albert Cuny (ur. 16 maja 1869 w Saint-Dié, zm. 21 marca 1947 w Bordeaux) – francuski językoznawca, profesor Uniwersytetu w Bordeaux. Położył zasługi na polu teorii laryngalnej.

## Wybrana twórczość
- Notes de phonétique historique. Indo-européen et sémitique (1914)
- Etudes prégrammaticales sur le domaine des langues indo-européennes et chamito-sémitiques (1924)
- Du genre grammatical en sémitique (współautorstwo, 1924)
- Recherches sur le vocalisme, le consonantisme et la formation des racines en « nostratique », ancêtre de l'indo-européen et du chamito-sémitique (1943)
- Invitation à l'étude comparative des langues indo-européennes et des langues chamito-sémitiques (1946)